# Kaštel
Kaštel ili kȁstrum (lat.: castrum, engl.: castle) naziv je za antičku utvrdu ili utvrđeno vojničko naselje; tabor, logor; poglavito uz linije obrambenog limesa.
Izvorno značenje pojma potječe iz rimskog doba, od legijskog logora opasanog bedemima i kulama, koji se gradio po točno određenim pravilima – rimski kastrum. U zrelo antičko doba kastrumi su posebno važni u sustavu obrane.
Kašteli duž istočne obale Jadrana nastaju u VI. stoljeću u vrijeme Justinijanove vladavine, kada su se radi sigurnosti plovidbe gradile na svim važnim i istaknutim točkama obale i otoka, i to tako da su jedna drugoj bile u vidokrugu.
U srednjem vijeku kaštel postaje samostalna utvrda ili pojedini objekt (toranj) u nekom utvrđenom kompleksu. Često označava i utvrđeni grad (burg) ili naselje podignuto uz neku utvrdu. Kaštele su u hrvatskim krajevima podizale plemićke obitelji, crkvene ustanove i državna vlast, u vojno obrambene svrhe. Najpoznatije su Kaštela kod Splita, tijekom 15. i 16. stoljeća izgrađeno je na obali dužine 15 km. dvadeset kaštela. U doba turskih osvajanja gube prvobitno feudalno obilježje i uklapaju se u pogranični vojno-obrambeni sustav.

## Vanjske poveznice
|  | Zajednički poslužitelj ima stranicu o temi Castrum                 |
|  | Zajednički poslužitelj ima još gradiva o temi Starorimski castrumi |